# フェルナンド6世 (スペイン王)
フェルナンド6世（スペイン語: Fernando VI、1713年9月23日 - 1759年8月10日）は、スペイン王（在位：1746年7月9日 - 1759年8月10日）。フェリペ5世と最初の王妃マリア・ルイサ（サヴォイア公、サルデーニャ王ヴィットーリオ・アメデーオ2世の娘）の四男。物事をよく考えてから行動することから慎重王（西: el Prudente）と呼ばれた。

## 生涯

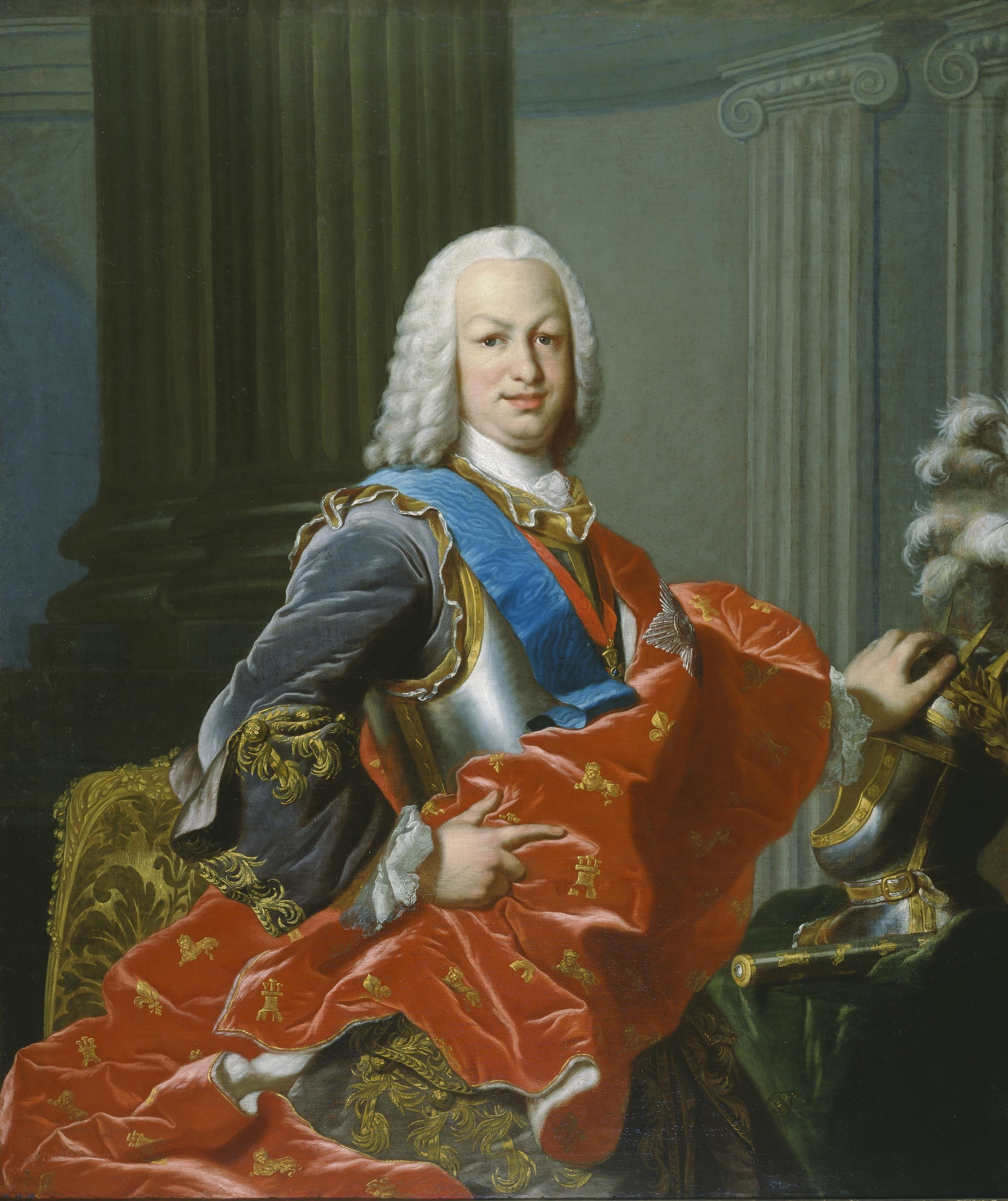
フェルナンド6世

フェリペ5世と最初の王妃マリア・ルイサの息子として、1713年9月23日に生まれた。
父フェリペ5世は1724年に一時退位し、フェルナンドの長兄ルイス1世に王位を譲っていたが、ルイスがその年のうちに急死したため復位し、1746年まで位にあった。父の2人目の王妃エリザベッタ・ファルネーゼが自身の息子を溺愛し、フェリペ5世の治世には政治に参与できなかったが、他の兄はルイスより先に早世していたため、フェリペ5世の死に伴いフェルナンドが王位についた。
即位後はエンセナーダ侯爵やホセ・デ・カルバハール・イ・ランカステルなど有能な家臣に恵まれ、内政では税制、財政の改革、海軍の増強、道路、橋、造船所などの建設など社会のインフラ事業に努め、文化面では王立サン・フェルナンド美術アカデミーの創設や天文台の設置などにも力を入れ、スペインの国力増強に努めた。外交ではエンセナダが親仏派でカルバハルが親英派であり、2人は激しく争った。この政争は1754年にカルバハルが死去、エンセナダが失脚するまで続き、その間フェルナンド6世は中立を堅持し、イギリス、フランス、ポルトガルとの関係を改善した。次の首相はアイルランド出身のリカルド・ウォールであり、その出自もあって親英派だったが、フェルナンド6世の治世の間は引き続き中立を維持し、七年戦争の参戦も見送った。
また1753年にはローマ教皇ベネディクトゥス14世とコンコルダートを締結、カルロス2世時代に失われた司教の任命権と聖職者への徴税権を取り戻した。文化面ではカストラート歌手ファリネッリを後援した。
フェルナンドは1729年にポルトガル王ジョアン5世の娘バルバラと結婚した。バルバラは素朴な見た目で、フェルナンドは最初ショックを受けたが、2人はすぐに仲良くなった。子供はできず、晩年の1758年にバルバラが先立つと、フェルナンドは精神疾患となってビリャビシオーサ・デ・オドン城に幽閉され、廃人同様の生活を送った。死後はマドリードのサレサス・レアレス修道院に埋葬された。
フェルナンドの死後、ナポリ王およびシチリア王であった異母弟カルロスが代わってスペイン王位についた。